# Här har du hummern - humor i P3
Här har du hummern - humor i P3 var ett svenskt humorprogram som sändes i Sveriges Radio P3 under 2009.
Programmet skapades av Rikard Diego, Jesper Hagenborn, Sebastian Widman, Christoffer Meijer, Tulle Monserrat och Jörgen Lötgård.